# Fliegerersatz Abteilung Nr. 11
Fliegerersatz Abteilung Nr. 11 – FEA 11 – jedna z 17 jednostek lotnictwa niemieckiego Luftstreitkräfte z początkowego okresu I wojny światowej tego typu. Dosłownie Lotniczy Oddział Uzupełnień w Brzegu.

## Informacje ogólne
Jednostka została utworzona po wybuchu wojny w maju 1915 roku w Brzegu, na istniejącym tam wcześniej lotnisku. Jednostka stacjonowała tamże także po zakończeniu I wojny światowej.
Jednostka prowadziła szkolenie pilotów i obserwatorów dla jednostek liniowych, np. Feldflieger Abteilung. W późniejszym okresie szkolenie obserwatorów zostało wydzielone do specjalnych szkół Fliegerbeobachterschulen (FBS).
W jednostce służyli lub przeszli szkolenie m.in. Friedrich Karl Tassilo Prinz of Prussia, Johannes Bone, Karl Holler, Wolfgang Güttler, Theodor Rumpel.
W jednostce zostały utworzone lub stacjonowały m.in. następujące eskadry myśliwskie: Jasta 31, Jasta 48, Jasta 70.

## Dowódcy Jednostki
| Stopień | Nazwisko    | Okres                 |
| ------- | ----------- | --------------------- |
|         |             | xx.xx.xxxx – maj 1918 |
| Kapitan | Hildebrandt | maj 1918              |